# Mełno (jezioro)
Mełno – jezioro w woj. kujawsko-pomorskim, w powiecie grudziądzkim, w gminie Gruta, leżące na terenie Pojezierza Chełmińskiego.

## Dane morfometryczne
Powierzchnia zwierciadła wody według różnych źródeł wynosi od 155,2 ha do 162,5 ha.
Zwierciadło wody położone jest na wysokości 79,4 m n.p.m. Średnia głębokość jeziora wynosi 4,3 m, natomiast głębokość maksymalna 10,5 m.
W oparciu o badania przeprowadzone w 2005 roku wody jeziora zaliczono do III klasy czystości i III kategorii podatności na degradację. W roku 1997 wody jeziora zaliczono do wód pozaklasowych.
Na półwyspie w południowej części jeziora znajduje się grodzisko z XI-XIII wieku.